# Lecture performance
Lecture performance ("föreläsningsföreställning") är en undergenre till performancekonst.
På 1700-talet var denna genre populär i Storbritannien. Skådespelaren och visdiktaren George Alexander Stevens skapade sig berömmelse med sin föreläsningsföreställning "Lecture on Heads" 1764, i vilken han parodierade tidens popularitet för fysionomik. Stevens turnerade med denna bland annat i de brittiska kolonierna i Boston och Philadelphia i Nordamerika.
Genren återuppstod på 1960-talet som en undergenre till performancekonst med konstnärer som Robert Morris, Dan Graham, Andrea Fraser och Joseph Beuys. I en berömd performance 1964 synkroniserade Robert Morris en performance i realtid med en 21 minuter lång filmupptagning av en föreläsning av konsthistorikern Erwin Panofsky i New York. Morris använde föreläsningens format för att ifrågasätta den etablerade uppfattningen om konst.
År 1989 gjorde Andrea Fraser Museum Highlights, i vilken hon elaborerade en fiktiv person med namnet Jane Castleton, en museiguide i Philadelphia Museum of Art. I stället för att kommentera konstverken pratade hon om museibyggnaden, inklusive toaletterna, museibutiken och så vidare, med en konstkritikers respektabla framtoning. Frasers framförande blev en ironisk gliring åt det institutionella sammanhang som konsten befann sig i, och numera nämns denna performance ofta när ursprunget till dagens föreläsningsföreställningar diskuteras.
I en senare, nutida, generation av föreläsningsföretällningskonstnärer finns bland andra den Berlin-baserade svenske konstnären Erik Bünger.